# Тьєрра-Верде (Флорида)
Тьєрра-Верде (англ. Tierra Verde) — переписна місцевість (CDP) в США, в окрузі Пінеллас штату Флорида. Населення — 3836 осіб (2020).

## Географія
Тьєрра-Верде розташована за координатами 27°40′14″ пн. ш. 82°43′37″ зх. д. / 27.67056° пн. ш. 82.72694° зх. д. (27.670527, -82.726989).  За даними Бюро перепису населення США в 2010 році переписна місцевість мала площу 12,60 км², з яких 3,14 км² — суходіл та 9,46 км² — водойми.

## Демографія
Згідно з переписом 2010 року, у переписній місцевості мешкала 3721 особа в 1746 домогосподарствах у складі 1218 родин. Густота населення становила 295 осіб/км².  Було 2252 помешкання (179/км²).
Расовий склад населення:
| - 95,3 % — білих - 1,4 % — азіатів - 1,1 % — чорних або афроамериканців - 0,4 % — корінних американців - 0,1 % — вихідців з тихоокеанських островів |

До двох чи більше рас належало 1,1 %. Частка іспаномовних становила 3,7 % від усіх жителів.
За віковим діапазоном населення розподілялося таким чином: 12,1 % — особи молодші 18 років, 64,4 % — особи у віці 18—64 років, 23,5 % — особи у віці 65 років та старші. Медіана віку мешканця становила 54,6 року. На 100 осіб жіночої статі у переписній місцевості припадало 99,1 чоловіків;  на 100 жінок у віці від 18 років та старших — 98,2 чоловіків також старших 18 років.
Середній дохід на одне домашнє господарство  становив 113 512 долари США (медіана — 90 781), а середній дохід на одну сім'ю — 130 783 долари (медіана — 102 375). За межею бідності перебувало 5,8 % осіб, у тому числі 7,3 % дітей у віці до 18 років та 6,7 % осіб у віці 65 років та старших.
Цивільне працевлаштоване населення становило 1450 осіб. Основні галузі зайнятості: освіта, охорона здоров'я та соціальна допомога — 24,3 %, науковці, спеціалісти, менеджери — 18,3 %, фінанси, страхування та нерухомість — 15,3 %.